# Medalla del Certificat del Mèrit
La Medalla del Certificat del Mèrit (anglès: Certificate of Merit Medal) era una condecoració militar dels Estats Units, atorgada entre 1905 i 1918. Va reemplaçar el Certificat del Mèrit, que va ser atorgat a l'exèrcit americà des del 1847.
El Certificat del Mèrit original va ser atorgat a 539 soldats durant la Intervenció Nord-americana a Mèxic. Els primers certificats només van ser autoritzats pel rang de soldat, i no va ser fins al 1854 en què s'autoritzà als sots-oficials. Mai no va ser autoritzat als oficials.
El 1892, el criteri de concessió es modificà i s'atorgava a:
Qualsevol membre allistat de l'Exèrcit pel servei distingit, fos en acció o en qualsevol altra situació, de caràcter valuós pels Estats Units, com, per exemple, una cura extraordinària en la preservació de la vida humana, o en la preservació de la propietat pública, o rescatant la propietat pública de la destrucció pel foc o per alguna altra causa, o per qualsevol servei pel qual el Govern s'estalvia pèrdues d'homes i material. 
Posteriorment es modificaren els reglaments per a la seva concessió, donada l'experiència amb les recomanacions realitzades durant la Guerra Hispano-estatunidenca, la Guerra filipino-estatunidenca i la Rebel·lió Boxer. Els canvis al reglament es van fer públics al març de 1903, i a partir de llavors es requeria un segon testimoni per çdonar suport a cadascuna de les recomanacions quan el primer testimoni no fos un oficial i la distinció quedava denegada si el servei posterior del receptor no havia estat honorable. Aquesta normativa se seguia des del 1878, però ara ja quedava explicitada. S'anunciaren d'altres restriccions, com que només s'atorgaria el certificat si era recomanat pel comandant del regiment o del cos.
El 1905 es modificà el nom a Medalla del Certificat del Mèrit, i s'autoritzava a lluir-se sobre l'uniforme, situant-se just després de la Medalla d'Honor. El primer receptor va ser el Tinent William Baker, que ja havia rebut el Certificat del Mèrit durant la Guerra Hispano-estatunidenca sent Caporal.
Si bé la medalla podia ser atorgada per heroisme fora de combat, sovint va ser atorgada per valentia davant l'enemic.
Va ser declarada obsoleta i retirada el 9 de juliol de 1918, després de la creació de la  Creu del Servei Distingit de la  Medalla del Servei Distingit

## Disseny
Una medalla de bronze. A l'anvers apareix una àliga calba amb la inscripció llatina "Virtutis et Audaciae Monumentum et Praemium" ("Monument i Premi a la Virtut i l'Audàcia"). Al revers apareix la inscripció "United States Army", amb una branca de roure i 13 estrelles.